# Саммер, Иван Адамович
Иван Адамович Саммер (3 сентября (15 сентября) 1870, Очеретяное, Каневский уезд, Киевская губерния, Российская империя — 25 июня 1921, Харьков, Харьковская губерния, РСФСР) — участник революционного движения в Российской империи, член ЦК РСДРП. Партийные псевдонимы – Любим, Измаил.

## Биография
Родился в крестьянской семье. С 1891 года до 1895 года учился на юридическом факультете в Киевском университете, затем работал в Полтавской земской управе. Участвовал в революционном движении, с 1896 года вёл работу в социал-демократических организациях Полтавы, Киева, Петербурга. В 1897 году переезжает в Санкт-Петербург и становится членом Петербургского «Союза борьбы за освобождение рабочего класса», с того же года член РСДРП. В 1898 арестован, в следующем году выслан в Самару, в 1900 приговорён к трём годам ссылки в городах Великий Устюг и Вологда.
С 1904 года до 1905 года являлся членом Казанского комитета РСДРП, от которого делегировался на III съезд РСДРП в Лондоне. На I конференции РСДРП избран в Центральный комитет, становится секретарём Русского бюро ЦК РСДРП. В октябре 1905 года являлся одним из руководителей революционного выступления в Казани и членом Казанской городской коммуны. В том же году был одним из руководителей декабрьского восстания в Москве. В 1906 году был представителем Центрального комитета РСДРП на Всероссийской конференции военных и боевых организаций РСДРП в Таммерфорсе. В 1907 снова арестован, и в 1909 опять выслан в Вологодскую губернию. С 1909 находится в Вологде. 
После Февральской революции в 1917—1919 годах является членом президиума Вологодского совета рабочих и солдатских депутатов, заместителем председателя губернского исполкома, председателем (секретарём) Вологодского Совета народного хозяйства, членом ревкома. 
С 1919 до 1921 работает членом правления Центросоюза в Москве, председателем Украинского союза потребительских обществ, уполномоченным Народного комиссариата внешней торговли РСФСР в УССР, членом СНК УССР и ВУЦИК. Умер в рабочем кабинете.

## Память
- Переулок Саммера[укр.]